# Gare de Virieu-sur-Bourbre
La gare de Virieu-sur-la-Bourbre est une gare ferroviaire française de la ligne de Lyon-Perrache à Marseille-Saint-Charles (via Grenoble) située sur le territoire de l'ancienne commune de Panissage, aujourd'hui Val-de-Virieu, dans le département de l'Isère, en région Auvergne-Rhône-Alpes.
Elle est mise en service en 1862 par la Compagnie des chemins de fer de Paris à Lyon et à la Méditerranée (PLM).
C'est une halte voyageurs de la Société nationale des chemins de fer français (SNCF), desservie par des trains TER Auvergne-Rhône-Alpes.

## Situation ferroviaire
Établie à 406 mètres d'altitude, la gare de Virieu-sur-Bourbre est située au point kilométrique (PK) 71,502 de la ligne de Lyon-Perrache à Marseille-Saint-Charles (via Grenoble), entre les gares de Saint-André-le-Gaz et de Châbons.

## Histoire
La gare de Virieu-sur-Bourbre est mise en service le 14 juin 1862 par la Compagnie des chemins de fer de Paris à Lyon et à la Méditerranée (PLM), lorsqu'elle ouvre à l'exploitation la section, entre les gares déjà en service de Saint-André-le-Gaz et de Chabons, cinquième et dernière section à ouvrir pour mettre en service la totalité de sa ligne de Lyon à Grenoble. C'est la seule station intermédiaire ouverte sur cette section.
En 1885, la distillerie Bigallet, déménage de Lyon pour venir s'installer à côté de la gare. Cela lui permet de s'agrandir et d'utiliser les services du chemin de fer pour recevoir les divers produits, nécessaires à la fabrication de ses sirops et liqueurs.
En 1911, « Virieu-sur-Bourbre » est une gare de la Compagnie du PLM, qui peut recevoir et expédier des dépêches privées et qui est ouverte aux services complets de la grande et de la petite vitesse, à l'exclusion des chevaux chargés dans des wagons-écuries s'ouvrant en bout et des voitures à quatre roues, à deux fonds et à deux banquettes dans l'intérieur, omnibus, diligences, etc.. Elle est  située sur la ligne de Lyon à Grenoble et à Marseille, entre les gare de Saint-André-le-Gaz et de Châbons.

## Service des voyageurs

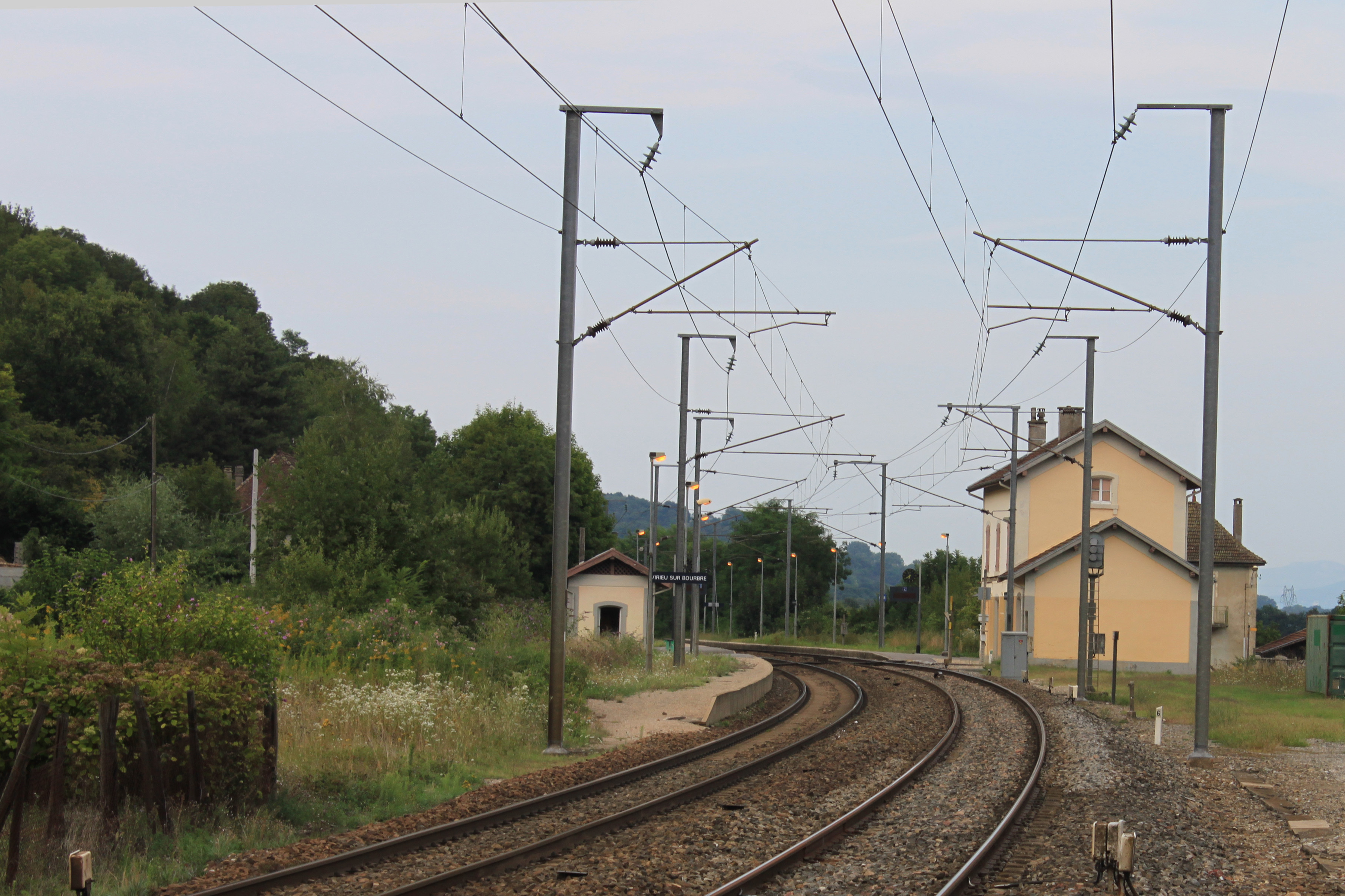
La halte, vue depuis un passage à niveau juste à côté.

### Accueil
Halte SNCF, c'est un point d'arrêt non géré (PANG) à entrée libre.
Un passage de niveau planchéié permet la traversée des voies et le passage d'un quai à l'autre.

### Desserte
La gare de Virieu-sur-Bourbre est desservie par les trains TER Auvergne-Rhône-Alpes de la relation de Saint-André-le-Gaz à Grenoble (ou Grenoble-Universités-Gières).

### Intermodalité
Un parc pour les vélos (consignes individuelles en libre accès) et un parking pour les véhicules y sont aménagés.

## Patrimoine ferroviaire
Le bâtiment voyageurs d'origine, construit par la Compagnie du PLM, ainsi qu'une ancienne halle à marchandises sont présents en 2020.